# Ahmed El Midaoui
Ahmed El Midaoui (arabisch أحمد الميداوي, DMG Aḥmad al-Mīdāwī; * 18. Juni 1948 in Oulad Amrane, Provinz Taounate) ist ein marokkanischer Jurist und Politiker.

## Leben
Ahmed El Midaoui absolvierte ein Studium der Rechtswissenschaften an der Universität von Paris und erwarb dort 1971 einen Doktor der Rechte. Im Anschluss wurde er 1971 Finanzinspektor im Finanzministerium sowie 1974 Finanzkontrolleur für öffentliche Unternehmen. Er war Professor an der Fakultät für Wirtschafts- und Sozialwissenschaften der Mohammed-V.-Universität, an der École nationale d’administration publique, der Nationalen Hochschule für öffentliche Verwaltung, sowie an der Schule für Weiterbildung der Beamten des Innenministeriums (École de perfectionnement des cadres du Ministère de l’intérieur) in Kenitra. Am 16. Januar 1987 wurde er zunächst Gouverneur der Präfektur Mohammedia-Zenata sowie danach am 20. Januar 1992 Gouverneur der Präfektur Tanger-Asilah. Im April 1993 wurde er Nachfolger von General Ouazzani Leiter der Generaldirektion für Nationale Sicherheit (Direction générale de la Sûreté nationale), der nationalen Polizei Marokkos, und bekleidete diese Funktion bis zu seiner Ablösung durch Hafid Benhachem im Mai 1997.
Am 10. November 1999 übernahm Ahmed El Midaoui als Nachfolger von Driss Basri das Amt als Innenminister (Ministre de l’Intérieur) im Kabinett von Premierminister Abderrahmane Youssoufi. Er hatte dieses Ministeramt vom 9. Oktober bis zum 7. November 2002 noch kurzzeitig im darauf folgenden Kabinett von Premierminister Driss Jettou und wurde danach von El Mostapha Sahel abgelöst. Danach wurde er Königlicher Berater (Conseiller du Roi) von König Mohammed VI. sowie am 20. Februar 2003 Nachfolger von Abdessadek Glaoui als Präsident des Rechnungshofes (Cour des comptes). Er hatte dieses Amt bis zum 9. August 2012 inne, woraufhin Driss Jettou seine Nachfolge antrat.